# Anatol Kojło
Anatol Kojło (ur. 21 stycznia 1947 w Turku) – polski chemik, profesor nauk chemicznych, profesor Uniwersytetu w Białymstoku.

## Życiorys
W 1973 ukończył studia na Wydziale Chemii Uniwersytetu Warszawskiego. Doktoryzował się w 1984 na UW na podstawie rozprawy: Reakcje pochodnych fenotiazyny z niektórymi platynowcami i ich analityczne wykorzystanie, której promotorem była profesor Helena Puzanowska-Tarasiewicz. Stopień naukowy doktora habilitowanego uzyskał w 1999 na Akademii Medycznej im. Karola Marcinkowskiego w Poznaniu w oparciu o pracę pt. Zastosowanie metody wstrzykowej analizy przepływowej z różnymi technikami detekcji do oznaczania adrenaliny i pochodnych fenotiazyny. Tytuł profesora nauk chemicznych otrzymał 26 lutego 2010.
Zawodowo związany z Filią Uniwersytetu Warszawskiego w Białymstoku, przekształconą w Uniwersytet w Białymstoku, na którym doszedł do stanowiska profesora. Na uczelni tej był: zastępcą dyrektora Instytutu Chemii (1984–1987), prodziekanem Wydziału Matematyczno-Przyrodniczego (1990–1996) i prodziekanem Wydziału Biologiczno-Chemicznego (1997–2005), kierownikiem Zakładu Chemii Analitycznej (2000–2018) oraz dziekanem Wydziału Biologiczno-Chemicznego (2005–2012).
Specjalizuje się w chemii analitycznej. Opublikował ponad 70 prac, wypromował dwóch doktorów. Członek Polskiego Towarzystwa Chemicznego.
Odznaczony Medalem Komisji Edukacji Narodowej (2004).